# Офіційна згода (Доктор Хаус)
«Офіційна згода» (англ. Informed Consent)  — третя серія третього сезону американського телесеріалу «Доктор Хаус». Прем'єра епізоду проходила на каналі FOX 19 вересня 2006. Доктор Хаус і його команда мають врятувати відомого лікаря, який просить вбити себе.

## Сюжет
71-річний дослідник раку Езра Пауелл непритомніє під час експерименту над пацюками. Сам лікар дихати не може, тому в лікарні його підключають до апарату штучного дихання. До діагностичного центру лікарі не виявили проблем із серцем і легенями, але Хаус вважає, що проблема саме в них. Він наказує зняти пацієнта з апарату і змусити його бігати на біговій доріжці. Після цього ще раз зробити ЕКГ. Проте через те, що у чоловіка багато рідини в легенях він не зміг виконати тест. Хаус наказує усунути рідину з легенів, яка з'явиться там знову дуже скоро, і ще раз провести тест. На другий раз команда виявляє, що проблема в легенях.
Доктор Пауелл хоче померти, але Хаус закладає з ним угоду: якщо через 24 години він не поставить вірний діагноз, то сам вб'є його. Форман, Кемерон і Чейз перевірять його будинок і лабораторію та проводять декілька тестів. Але вони виявляються негативними. Хаус помічає, що під час дослідів Езра користувався диктофоном. Це може свідчити або про погіршення пам'яті, або просто за стиль роботи. Кемерон робить МРТ голови, але воно виявляється чистим. 24 години закінчуються і Хаус вирішує ввести пацієнта в кому, щоб робити з ним, що сам хоче. Згодом Хаус ще раз продивляється МРТ голови, на яке потрапили краї легенів і які були в рубцях. Чейз думає, що це вовчак. Хаус дає розпорядження на лікування і, для перевірки, зробити колоноскопію. Кемерон вважає вчинок Хауса аморальним і відстороняється від справи. Невдовзі Езрі погіршило від лікування, що вказує на те, що вовчака у нього немає.
Чейз має ще одну теорію: едіопатичний фіброз легенів. Для підтвердження йому і Форману довелось зробити відкриту біопсію. Проте операція дає негативні результати, а у пацієнта трапляється колапс правої легені. Також після повернення доктора Пауелла до нормального стану Хаус виявляє, що правий бік не реагує на больову стимуляцію. Щоб остаточно перевірити це Хаус виводить доктора Пауелла з коми і упевнюється, що хвороба яка атакувала легені, атакувала і нерви. Хаус хоче, щоб Кемерно зробила біопсію шкіри. Проте всі аналізи, які провели з шкірою, виявилися негативними. Згодом Хаус здогадується, що у чоловіка амілоїдоз у тяжкій формі. О другій годині ночі Езра Пауелл помирає.

## Цікавинки
- До Хауса на прийом приходить чоловік із застудою та зі своєю дочкою Елі. Протягом цієї і наступної серії Елі намагається звабити Хауса.